# Dudelange
Dudelange (lb. Diddeleng, niem. Düdelingen) − miasto i gmina (gemeng / commune / Gemeinde) w południowym Luksemburgu, w kantonie Esch-sur-Alzette. Do 3 października 2015 gmina leżała w dystrykcie Luksemburg. Siedziba administracyjna gminy znajduje się w miejscowości Dudelange. Liczy 21 953 mieszkańców (1 stycznia 2023). Dudelange jest ważnym ośrodkiem przemysłowym Luksemburga (przemysł głównie metalowy). Na terenie miasta znajduje się nadajnik radiowo-telewizyjny.

## Podział administracyjny
Do miasta należy 13 dzielnic (Quartier):
1. Balzeng
2. Boltebierg
3. Brill
4. Budersberg (Butschebuerg)
5. Burange (Biereng / Büringen)
6. Dudelange (Diddeleng / Düdelingen)
7. Gafelt
8. Op der Schmelz
9. Quartier Italien
10. Ribbeschpont
11. Tattebierg
12. Um Däich
13. Wolkeschdall

## Współpraca
Miejscowości partnerskie:
- Arganil, Portugalia
- Feltre, Włochy
- Lauenburg/Elbe, Niemcy
- Lębork, Polska[3]. Znajduje się tutaj też ulica, której patronuje polskie miasto[4]
- Manom, Francja

## Sport
W miejscowości ma siedzibę klub piłkarski F91 Dudelange.